# Брем, Кристиан Людвиг
Кристиан Людвиг Брем (Брэм, нем. Christian Ludwig Brehm, 24 января 1787, Шёнау близ Готы — 23 июня 1864, Рентендорф в Тюрингии) — немецкий орнитолог, отец Альфреда Эдмунда Брема.

## Биография
Кристиан Людвиг Брем родился 24 января 1787 года в Шёнау; изучал в 1807—1809 г. в Йене богословие и получил в 1813 году место пастора в Рентендорфе, близ Нейштадта-на-Орле. 
Брем собрал коллекцию более чем из 9000 штук почти исключительно европейских птиц, которая особенно потому имеет высокую цену, что заключает в себе все уклонения одного и того же вида, связанные с возрастом, полом и местностью. 
Свои тщательные наблюдения и сведения он изложил во многих статьях в океновской «Isis», в издававшемся им самим журнале «Ornis» (3 тетради, Йена, 1824—27), в «Journal für Ornithologie» Кабаниса, в «Naumannia» и в других специальных периодических изданиях, а также в ряде самостоятельных сочинений. Из этих последних особым уважением пользуются именно «Beiträge zur Vögelkunde» (3 тома, Нейштадт-на-Орле, 1821—22), «Lehrbach der Naturgeschichte aller deutscher Vögel» (2 тома, Йена, 1823—24), «Handbuch für Liebhaber der Stuben-Haus und anderer der Zähmung werten Vögel» («Руководство для любителей комнатных, домашних и других заслуживающих приручения птиц», Ильменау, 1832). 
Из других сочинений Б. должно назвать: «Handbuch der Naturgeschichte aller Vögel Deutschlands» (Ильменау, 1831), «Monographie der Papageien» (тетради 1—14, Йена, 1852—1855), «Kunst Vögel als Bälge zu bereiten, auszustopfen, auszustellen und aufzubewahren» (Веймар, 1842), «Vollst ändiger Vogelfang» (Веймар, 1851), «Wartung, Pflege und Fortpflanzung der Kanarienvögel, Sprosser, Nachtigallen u. s. w». (2 изд., Веймар, 1863) и «Naturgeschichte und Zucht der Tauben» (Веймар, 1857).